# Silueta (cómic)
Silueta (Silhouette) es una personaje ficticia que aparece en la aclamada novela gráfica Watchmen (1986) de DC Comics. Es una mujer muy atractiva, de cabello y vestimenta negra. Junto con Espectro de Seda I es una de las únicas dos mujeres miembros de los Minutemen y, junto con el Capitán Metrópolis y Justicia Enmascarada, uno de los tres miembros homosexuales del equipo.

## Historia
Ursula Zandt fue una judía originaria de Austria, que tuvo que abandonar su país para evadir a los  nazis. En 1939, Silueta apareció en primera plana después de exponer a un retorcido editor que estaba traficando con pornografía infantil, el artículo declaró que Silueta les dio un punitivo golpe al empresario y a sus dos camarógrafos líderes, según dijo Hollis Mason en su libro Bajo la máscara. Un año después, leyó un anuncio en la gaceta preguntando por otros aventureros enmascarados que dieran un paso adelante y se unieran a los Minutemen. Fue el tercer miembro de los ocho miembros que formaron a los Minutemen, siendo ella la primera mujer en el equipo. En una entrevista, Sally Júpiter admitió que no le agradaba Silueta como persona (principalmente porque Silhouette la disgustó al referirse a la nacionalidad polaca de Sally) y votó por expulsarla del equipo y así fue gracias a que Laurence Schexnayder (el agente y después primer esposo de Sally) persuadió al resto del equipo de expulsarla después de que se diera a conocer que Silueta estaba viviendo con otra mujer en una relación homosexual (en la película es una enfermera que conoció en Time Square el día de la victoria sobre Japón), aunque ella no era el único miembro homosexual en el equipo. Seis semanas después de que fuera expulsada, fue asesinada junto a su amante a manos de su viejo adversario el Liquidator, el 12 de noviembre de 1954. Ella nunca le mencionó a nadie del grupo su verdadero nombre, solo se reveló por la prensa cuando ya había muerto. Rorschach agregó en su diario que ella se retiró en la deshonra, asesinada por un adversario menor buscando venganza.

## Apariencia física
En la novela gráfica usa chaleco negro, blusa negra, pantalones negros. Tacones negros y un cinturón rojo en su abdomen. En la película su traje es casi igual, solo que un poco más parecido al traje de un torero, con un par de botas de tacón, un par de guantes de tres botones amarillos que también están en sus mangas, blusa, hombreras, pantalones y en sus bolsillos, agregándole un par de franjas amarillas a los costados de sus pantalones, en las orillas de sus bolsillos, cuello, hombreras, mangas y al lado de los botones de su blusa.
Tanto en la novela gráfica como en la película, su cabello es de color negro natural y su corte con fleco es largo sin llegar a tocar los hombros.

## Película
En la película Watchmen dirigida por Zack Snyder, Silueta es interpretada por la actriz y fisicoculturista Apollonia Vanova. No aparece en muchas escenas, sólo en la retrospectiva al inicio de la película cuando muere el Comediante (se la ve cuando toman la foto del grupo en 1940, cuando besa a la enfermera el día de la victoria sobre Japón, cuando toman la foto de la fiesta de despedida a Sally y cuando ya se la ve muerta en la cama junto a su amante) y cuando Sally recuerda al Comediante en el día de la foto del grupo. Su novia fue interpretada por Leah Gibson.